# Grænseflade (datalogi)
 For alternative betydninger, se grænseflade. (Se også artikler, som begynder med grænseflade)
I datalogi er en grænseflade (på eng. interface) de faciliteter, som et it-system eller (en del af) et program stiller til rådighed for omverdenen. Omverdenen har kun kendskab til denne grænseflade, men ikke til programmets eller systemets interne opbygning. Gennem grænsefladen kan omverdenen kommunikere med systemet/programmet og levere eller modtage data, som programmet/systemet behandler.
Et typisk eksempel er en grafisk brugergrænseflade (GUI fra eng. graphical user interface) for en hjemmeside. Her er systemets omverden en bruger, som kan se hjemmesiden og evt. indtaste data i den. Systemet kan så modtage disse data og levere et nyt udseende af hjemmesiden.
Mere teknisk findes begrebet API (for application programming interface), som er de faciliteter, et programmeret framework (programmeringsplatform) stiller til rådighed for andre programmører. I frameworket udføres bestemte opgaver, som er indkapslet via den givne grænseflade. I et programmeringssprog er der således udover selve sproget og dets regler for syntaks defineret flere frameworks (for f.eks. GUI-komponenter, databaseadgang, kommunikation), som en programmør kan anvende til at bygge sine egne programmer. I et objektorienteret programmeringssprog er disse frameworks således defineret ved API'en for de enkelte klasser.